# Soechoj Soe-25
De Su-25 Grach (Russisch: Су-25 Грач) (NAVO-codenaam: Frogfoot-A) is een subsonisch grondaanvalsvliegtuig ontwikkeld in de Sovjet-Unie door het Soechoj ontwerpbureau. Het vliegtuig is ontworpen om luchtsteun te bieden voor de landmacht van de Sovjet-Unie. Het eerste vliegwaardige prototype maakte zijn eerste vlucht op 22 februari 1975 onder de benaming T-8. Na testen ging het vliegtuig in serieproductie in 1978 in Tbilisi in de Georgische Socialistische Sovjetrepubliek.
De eerste keer dat het toestel door de NAVO gespot werd kreeg het de naam 'Ram-J'. Dit werd later gewijzigd in 'Frogfoot-A'.
Anno 2023 is de Soe-25 nog steeds operationeel. De Russische luchtmacht zetten het aanvalsvliegtuig in bij de Russische invasie van Oekraïne sinds 2022. De Oekraïense Luchtmacht beschikt eveneens over meerdere eenheden van dit type toestel. Noord-Macedonië doneerde in juli 2022 4 niet-luchtwaardige Soe-25 (3 keer Soe-25 en 1 keer Soe-25UB) toestellen aan Oekraïne.

## Types
- Soe-25 - Frogfoot-A  De basisversie van het toestel werd geproduceerd in fabriek 31 in Tbilisi in de Georgische Socialistische Sovjetrepubliek. Tussen 1978 en 1989 werden 582 eenzits Soe-25 geproduceerd, hierbij zijn de Soe-25K toestellen die werden geproduceerd voor export niet inbegrepen. Door een aantal ongelukken met dit toestel bij het lanceren van een salvo raketten werd de standaarduitrusting van deze vliegtuigen veranderd van de  240 mm S-24 raket naar de FAB-500 500 kg vliegtuigbom.[4]
  - Soe-25K - Frogfoot-A De exportversie van de standaard Soe-25 met de letter K voor Komertsjeskij (nl; commercieel). Deze werd ook in fabriek 31 in Tbilisi vervaardigd. Deze variant verschilt met de variant van de luchtmacht van de Sovjet-Unie in bepaalde details aangaande de interne apparatuur. In totaal zijn er tussen 1984 en 1989 180 van deze toestellen gebouwd.
- Soe-25UB - Frogfoot-B Het Soe-25UB tweezits trainingstoestel is ontworpen in 1977. Het eerste prototype, genaamd "T-8UB-1", maakte op 12 augustus 1985 zijn eerste vlucht vanaf het vliegveld van de Oelan-Oede fabriek. Aan het einde van 1986 waren er 25 Soe-25UB toestellen gefabriceerd in deze fabriek, voor de evaluatie door de luchtmacht van de Sovjet-Unie afgerond was.[4]
  - Soe-25UBK - Frogfoot-B Tussen 1986 en 1989 werd parallel aan de productie van de Soe-25UB standaard tweezits trainer de exportversie geproduceerd. De K in de naam staat voor Komertsjeskiy (nl; commercieel).

- - Soe-25UBM - Frogfoot-B
  - Soe-25UTG - Frogfoot-B
- Soe-25BM - Frogfoot-B
- Soe-25T - Frogfoot-A
- Soe-25TM (Su-39) - Frogfoot-A
- Soe-25SM - Frogfoot-A
- Soe-25KM - Frogfoot-A
- Soe-28 - Frogfoot-B

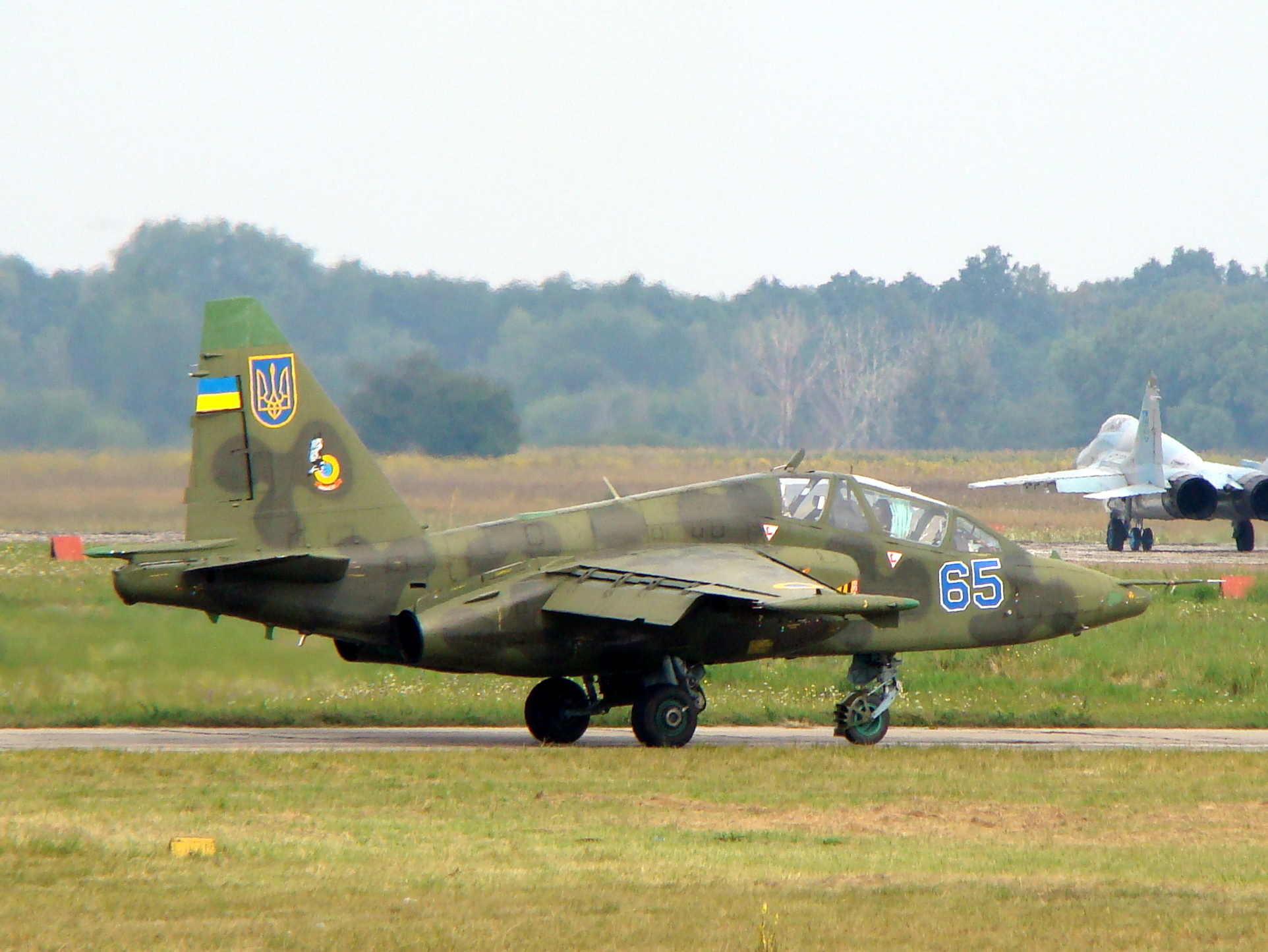
Een Oekraïense Soe-25UB

- Ge-31Een Georgisch project van de Tbilisi vliegtuigfabriek om een vernieuwde versie van de Soe-25 te produceren zonder Russische componenten.[5]
- Soe-25M1/Soe-25UBM1 Soe-25 en Soe-25UB toestellen die door het Oekraïense bedrijf MiGremont gemodeniseerd zijn voor de Oekraïense Luchtmacht. Anno 2013 bestonden er 10 vliegtuigen die tot deze standaard gemoderniseerd zijn (7 eenzits Soe-25M1 en 3 tweezits Soe-25UBM1). Een aantal van de toegepaste upgrades zijn: een nieuwe GPS ontvanger, een nieuwe radio, een nieuw vizier, en een nieuwe flightdatarecorder. Vliegtuigen van deze standaard kunnen de 122 mm ongeleide raket lanceren.[6]

De types 'Frogfoot-B' zijn trainers.

## Militair inzet

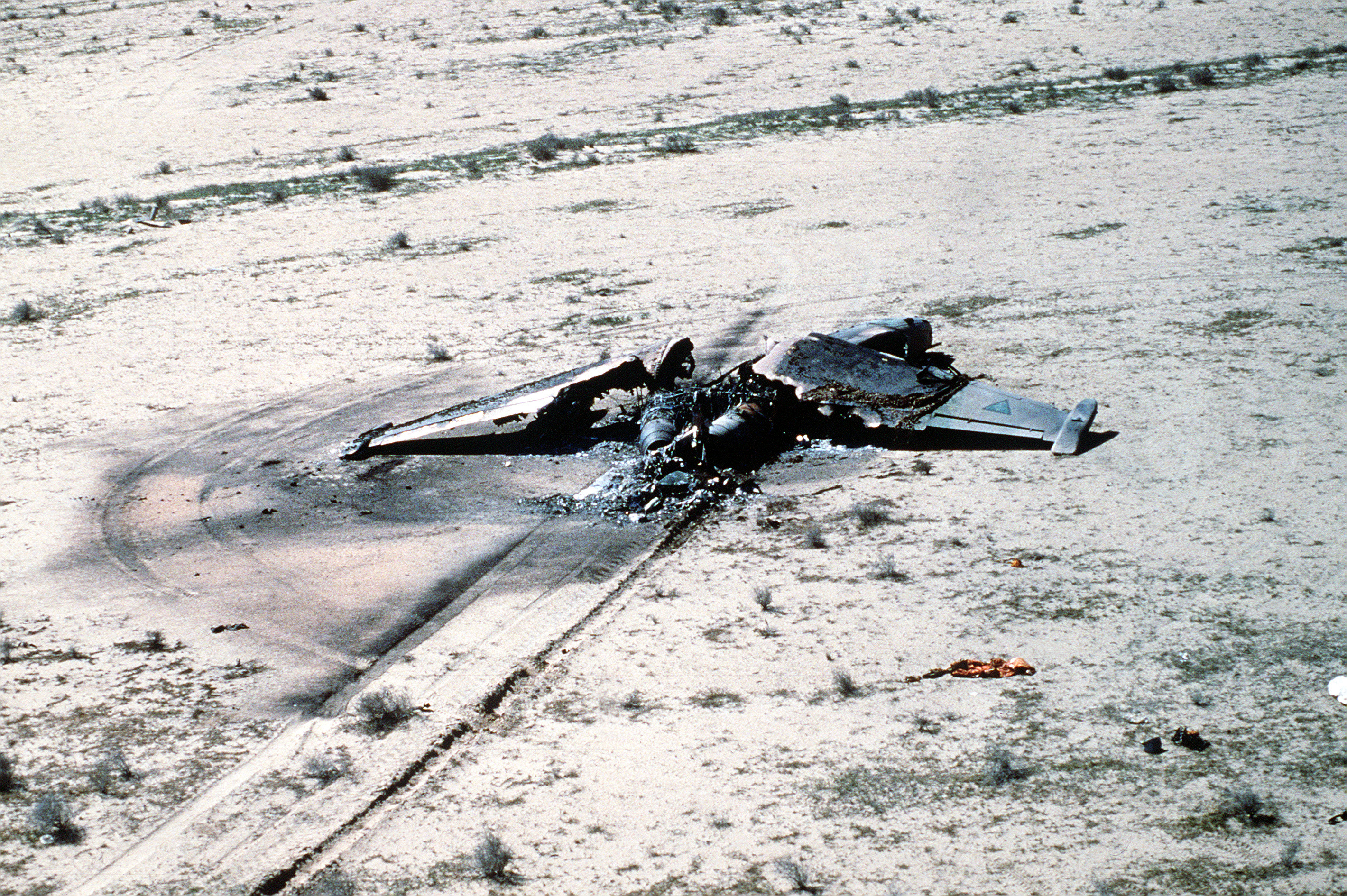
Een neergehaalde Irakese Soe-25 tijdens de Golfoorlog

- Sovjetinvasie van Afghanistan (1979-1989)
- Irak-Iranoorlog (1980 -1988)
- Golfoorlog (1990-1991)
- Georgisch-Abchazisch conflict (1992-1993)
- Eerste Tsjetsjeense Oorlog (1994-1996)
- Tweede Tsjetsjeense Oorlog (1999-2009)
- Eritrees-Ethiopische oorlog (1998-2000)
- Albanees conflict in Macedonië (2001)
- Conflict in Darfur
- Collisie Ivoorkust - VN troepen Frankrijk (2004)
- Russisch-Georgische Oorlog (2008)
- Iran - Amerikaanse drone (2012)
- Russisch-Oekraïense Oorlog (2014-2015)
- Offensief Irak tegen ISIL (2014)
- Interventie Syrië tegen ISIL (2015)
- Oorlog in Nagorno-Karabach (2020)
- Russische invasie van Oekraïne (2022)